# Xylotrechus arnoldii
Xylotrechus arnoldii är en skalbaggsart som beskrevs av Kostin 1974. Xylotrechus arnoldii ingår i släktet Xylotrechus och familjen långhorningar.
Artens utbredningsområde är Kazakstan. Inga underarter finns listade i Catalogue of Life.